# 小行星1768
小行星1768（1768 Appenzella）是一颗绕太阳运转的小行星，为主小行星带小行星。该小行星于1965年9月23日发现。
該小行星以瑞士阿彭策尔州命名。

## 轨道参数
小行星1768的轨道半长轴为2.4504897 UA，离心率为0.179。